# Sparkasse Südwestpfalz
Die Sparkasse Südwestpfalz ist eine rheinland-pfälzische Sparkasse mit Sitz in Pirmasens. Sie ist eine Anstalt des öffentlichen Rechts und entstand 2002 aus der Fusion der Kreissparkassen Pirmasens und Zweibrücken sowie der Stadtsparkasse Zweibrücken.

## Organisationsstruktur
Das Geschäftsgebiet der Sparkasse Südwestpfalz umfasst den Landkreis Südwestpfalz (bis auf die Ortsgemeinde Obernheim-Kirchenarnbach) sowie die kreisfreien Städte Pirmasens und Zweibrücken. Träger der Sparkasse ist ein Zweckverband, dem der Landkreis Südwestpfalz sowie die Stadt Zweibrücken angehören. Rechtsgrundlagen sind das Sparkassengesetz für Rheinland-Pfalz und die Satzung der Sparkasse. Organe der Sparkasse sind der Verwaltungsrat und der Vorstand.
Die Sparkasse Südwestpfalz ist Mitglied des Sparkassenverbandes Rheinland-Pfalz und über diesen auch im Deutschen Sparkassen- und Giroverband.

## Geschäftszahlen
Die Sparkasse Südwestpfalz wies im Geschäftsjahr 2023 eine Bilanzsumme von 2,879 Mrd. Euro aus und verfügte über Kundeneinlagen von 2,169 Mrd. Euro. Gemäß der Sparkassenrangliste 2023 liegt sie nach Bilanzsumme auf Rang 170. Sie unterhält 31 Filialen/Selbstbedienungsstandorte und beschäftigt 430 Mitarbeiter.

## Sparkassen-Finanzgruppe
Die Sparkasse Südwestpfalz ist Teil der Sparkassen-Finanzgruppe und gehört damit auch ihrem Haftungsverbund an. Er sichert den Bestand der Institute und sorgt dafür, dass sie auch im Fall der Insolvenz einzelner Sparkassen alle Verbindlichkeiten erfüllen können. Die Sparkasse vermittelt Bausparverträge der regionalen Landesbausparkasse, offene Investmentfonds der Deka und Versicherungen der Versicherungskammer Bayern. Im Bereich des Leasing arbeitet die Sparkasse Südwestpfalz mit der  Deutschen Leasing zusammen. Die Funktion der Sparkassenzentralbank nimmt die Landesbank Baden-Württemberg wahr.

## Geschichte
Die Sparkasse Südwestpfalz entstand aus drei ehemals selbständigen Instituten:
- Stadtsparkasse Zweibrücken (gegründet 1835)
- Kreissparkasse Pirmasens (gegründet 1863)
- Kreissparkasse Zweibrücken (gegründet 1884)

Zunächst fusionierte am 1. November 1999 die Kreissparkasse Pirmasens mit der Kreissparkasse Zweibrücken zur Sparkasse Südwestpfalz Pirmasens-Zweibrücken. Am 1. Januar 2002 folgte dann die Fusion der Sparkasse Südwestpfalz Pirmasens-Zweibrücken mit der Stadtsparkasse Zweibrücken zur jetzigen Sparkasse Südwestpfalz.